# Делі-Сафдарджанг (аеропорт)
Аеропорт Сафдарджанґ (англ. Safdarjung Airport, гінді सफदरजंग विमानक्षेत्र, IATA: немає, ICAO: VIDD) — аеропорт в Делі, Індія, розташований в районі Сафдарджанґ. Аеропорт спочатку мав назву Willingdon Airfield, і до моменту відкриття Міжнародного аеропорту Індіри Ґанді виконував роль головного аеропорту міста. Зараз аеропорт використовується лише для некомерційних рейсів, переважно невеликих літаків. Посадка в аеропорті складна через наявність автодроги поруч із злітно-посадковою смугою.
| Прапор Індії | Це незавершена стаття про Індію. Ви можете допомогти проєкту, виправивши або дописавши її. |